# Agava
Agava (loparina; lat. Agave) je biljni rod nekad pripisivan vlastitoj porodici Agavaceae, a danas porodici Asparagaceae i potporodici Agavoideae. Rodu Agave pripada oko 270 vrsta plus razni prirodni hibridi.
Uglavnom raste u Meksiku, premda se može pronaći u južnim i zapadnim dijelovima Sjedinjenih Američkih Država i središnjim i tropskim dijelovima Južne Amerike. Ove biljke imaju velike rozete mesnatih listova, koji uglavnom imaju oštar vrh i bodljikav rub. Debela stabljika je obično kratka, a čini se kao da listovi rastu izravno iz korijena. Uz biljke iz bliskog roda Yucca, razne vrste agave popularne su kao ukrasne biljke. 
Svaka rozeta jednom cvijeta, a zatim uvene. Tijekom cvatnje, visoka stabljika raste iz središta biljke i nosi veliki broj malih cvjetova. Nakon donošenja ploda, prvobitna biljka uvene, ali mladice često nastaju iz osnove stabljike od kojih nastaje nova biljka. Zbog ovoga se često pogrešno misli, da je agava kaktus.
Alkoholno piće tequila radi se od agave.
Čipku od agave u Hrvatskoj izrađuju redovnice u benediktinsku samostanu sv. Ivana Krstitelja i sv. Antuna Opata u gradu Hvaru na istoimenom otoku. Čipka se izrađuje od niti koje se posebnim postupkom dobivaju iz sredine svježih listova agave. Nakon obrade niti su bijele boje, prilično tanke određene čvrstoće i dužine.

## Vrste
1. Agave abisaii A.Vázquez & Nieves
2. Agave acicularis Trel.
3. Agave acklinicola Trel.
4. Agave × ajoensis W.C.Hodgs.
5. Agave aktites Gentry
6. Agave albescens Trel.
7. Agave alboaustralis (E.Solano & Ríos-Gómez) Thiede
8. Agave albomarginata Gentry
9. Agave albopilosa I.Cabral, Villarreal & A.E.Estrada
10. Agave americana L.
11. Agave andreae Sahagún & A.Vázquez
12. Agave angustiarum Trel.
13. Agave angustifolia Haw.
14. Agave anomala Trel.
15. Agave antillarum Descourt.
16. Agave apedicellata Thiede & Eggli
17. Agave applanata K.Koch
18. Agave arcedianoensis Cházaro, O.M.Valencia & A.Vázquez
19. Agave × arizonica Gentry & J.H.Weber
20. Agave arubensis Hummelinck
21. Agave asperrima Jacobi
22. Agave atrovirens Karw. ex Salm-Dyck
23. Agave attenuata Salm-Dyck
24. Agave aurea Brandegee
25. Agave avellanidens Trel.
26. Agave azurea R.H.Webb & G.D.Starr
27. Agave bahamana Trel.
28. Agave bicolor (E.Solano & García-Mend.) Thiede & Eggli
29. Agave boldinghiana Trel.
30. Agave bovicornuta Gentry
31. Agave braceana Trel.
32. Agave bracteosa S.Watson ex Engelm.
33. Agave brevipetala Trel.
34. Agave brevispina Trel.
35. Agave brittoniana Trel.
36. Agave brunnea S.Watson
37. Agave bulbulifera (Castillejos & E.Solano) Thiede
38. Agave bulliana (Baker) Thiede & Eggli
39. Agave cacozela Trel.
40. Agave cajalbanensis A.Álvarez
41. Agave calodonta A.Berger
42. Agave cantala (Haw.) Roxb. ex Salm-Dyck
43. Agave caribaeicola Trel.
44. Agave caymanensis Proctor
45. Agave cerulata Trel.
46. Agave chamelensis (E.J.Lott & Verh.-Will.) Thiede & Eggli
47. Agave chazaroi A.Vázquez & O.M.Valencia
48. Agave chiapensis Jacobi
49. Agave chrysantha Peebles
50. Agave chrysoglossa I.M.Johnst.
51. Agave cocui Trel.
52. Agave coetocapnia (M.Roem.) Govaerts & Thiede
53. Agave collina Greenm.
54. Agave colorata Gentry
55. Agave confertiflora Thiede & Eggli
56. Agave congesta Gentry
57. Agave convallis Trel.
58. Agave cundinamarcensis A.Berger
59. Agave cupreata Trel. & A.Berger
60. Agave dasylirioides Jacobi & C.D.Bouché
61. Agave datylio F.A.C.Weber
62. Agave debilis A.Berger
63. Agave decipiens Baker
64. Agave delamateri W.C.Hodgs. & Slauson
65. Agave demeesteriana Jacobi
66. Agave deserti Engelm.
67. Agave difformis A.Berger
68. Agave doctorensis L.Hern. & Magallán
69. Agave dolichantha Thiede & Eggli
70. Agave durangensis Gentry
71. Agave dussiana Trel.
72. Agave eggersiana Trel.
73. Agave ellemeetiana Jacobi
74. Agave ensifera Jacobi
75. Agave evadens Trel.
76. Agave felgeri Gentry
77. Agave filifera Salm-Dyck
78. Agave flexispina Trel.
79. Agave fortiflora Gentry
80. Agave fourcroydes Lem.
81. Agave funkiana K.Koch & C.D.Bouché
82. Agave fusca (Ravenna) Thiede & Eggli
83. Agave galvaniae (A.Castañeda, S.Franco & García-Mend.) Etter & Kristen
84. Agave garciae-mendozae Galván & L.Hern.
85. Agave geminiflora (Tagl.) Ker Gawl.
86. Agave gentryi B.Ullrich
87. Agave ghiesbreghtii Verschaff.
88. Agave gigantensis Gentry
89. Agave gilbertii A.Berger
90. Agave × glomeruliflora (Engelm.) A.Berger
91. Agave gomezpompae Cházaro & Jimeno-Sevilla
92. Agave gracielae Galvan & Zamudio
93. Agave gracilipes Trel.
94. Agave gracillima A.Berger
95. Agave graminifolia (Rose) Govaerts & Thiede
96. Agave grisea Trel.
97. Agave guadalajarana Trel.
98. Agave guerrerensis (Matuda) G.D.Rowley
99. Agave guiengola Gentry
100. Agave guttata Jacobi & C.D.Bouché
101. Agave gypsicola
102. Agave gypsophila Gentry
103. Agave harrisii Trel.
104. Agave hauniensis J.B.Petersen
105. Agave havardiana Trel.
106. Agave hiemiflora Gentry
107. Agave hookeri Jacobi
108. Agave horrida Lem. ex Jacobi
109. Agave howardii (Verh.-Will.) Thiede & Eggli
110. Agave hurteri Trel.
111. Agave impressa Gentry
112. Agave inaequidens K.Koch
113. Agave inaguensis Trel.
114. Agave indagatorum Trel.
115. Agave intermixta Trel.
116. Agave involuta (McVaugh) Thiede & Eggli
117. Agave isthmensis A.García-Mend. & F.Palma
118. Agave jaiboli Gentry
119. Agave jaliscana (Rose) A.Berger
120. Agave jarucoensis A.Álvarez
121. Agave jimenoi Cházaro & A.Vázquez
122. Agave justosierrana (García-Mend.) Thiede
123. Agave karatto Mill.
124. Agave karwinskii Zucc.
125. Agave kavandivi García-Mend. & C.Chávez
126. Agave kerchovei Lem.
127. Agave kewensis Jacobi
128. Agave kristenii A.Vázquez & Cházaro
129. Agave lagunae Trel.
130. Agave lecheguilla Torr.
131. Agave littoralis (García-Mend., A.Castañeda & S.Franco) Thiede & Eggli
132. Agave longibracteata (Verh.-Will.) Thiede & Eggli
133. Agave longiflora (Rose) G.D.Rowley
134. Agave longipes Trel.
135. Agave macroacantha Zucc.
136. Agave maculata Regel
137. Agave madrensis Villarreal, Ram.-Gam. & A.E.Estrada
138. Agave manantlanicola Cuevas & Santana-Michel
139. Agave mapisaga Trel.
140. Agave margaritae Brandegee
141. Agave marmorata Roezl
142. Agave maximiliana Baker
143. Agave mckelveyana Gentry
144. Agave melanacantha Lem. ex Jacobi
145. Agave michoacana (M.Cedano, Delgad. & Enciso) Thiede & Eggli
146. Agave microceps (Kimnach) A.Vázquez & Cházaro
147. Agave millspaughii Trel.
148. Agave minor Proctor
149. Agave missionum Trel.
150. Agave mitis Mart.
151. Agave montana Villarreal
152. Agave montium-sancticaroli García-Mend.
153. Agave moranii Gentry
154. Agave multicolor (E.Solano & Dávila) Thiede
155. Agave multifilifera Gentry
156. Agave murpheyi Gibson
157. Agave nanchititlensis (Matuda) ined.
158. Agave nashii Trel.
159. Agave nayaritensis Gentry
160. Agave neocernua Thiede
161. Agave neonelsonii Thiede & Eggli
162. Agave neopringlei Thiede & Eggli
163. Agave nickelsiae Rol.-Goss.
164. Agave nizandensis Cutak
165. Agave nuusaviorum García-Mend.
166. Agave oaxacana (García-Mend. & E.Solano) Thiede
167. Agave obscura Schiede ex Schltdl.
168. Agave ocahui Gentry
169. Agave offoyana De Smet ex Jacobi
170. Agave ornithobroma Gentry
171. Agave oroensis Gentry
172. Agave ortgiesiana (Baker) Trel.
173. Agave ovatifolia G.D.Starr & Villarreal
174. Agave pablocarrilloi A.Vázquez, Muñiz-Castro & Padilla-Lepe
175. Agave pachycentra Trel.
176. Agave palmeri Engelm.
177. Agave palustris (Rose) Thiede & Eggli
178. Agave panamana Trel.
179. Agave paniculata (L.Hern., R.A.Orellana & Carnevali) Thiede
180. Agave papyrocarpa Trel.
181. Agave parrasana A.Berger
182. Agave parryi Engelm.
183. Agave parva (Aarón Rodr.) Thiede
184. Agave parvidentata Trel.
185. Agave parviflora Torr.
186. Agave pax Gir.-Cañas
187. Agave peacockii Croucher
188. Agave pelona Gentry
189. Agave pendula Schnittsp.
190. Agave petiolata Trel.
191. Agave petrophila A.García-Mend. & E.Martínez
192. Agave petskinil (R.A.Orellana, L.Hern. & Carnevali) Thiede
193. Agave phillipsiana W.C.Hodgs.
194. Agave pintilla S.González, M.González & L.Reséndiz
195. Agave planifolia S.Watson
196. Agave platyphylla (Rose) Thiede & Eggli
197. Agave polianthes Thiede & Eggli
198. Agave polianthiflora Gentry
199. Agave polyacantha Haw.
200. Agave potatorum Zucc.
201. Agave potosina B.L.Rob. & Greenm.
202. Agave potreriana Trel.
203. Agave pratensis A.Berger
204. Agave pringlei Engelm. ex Baker
205. Agave producta Thiede & Eggli
206. Agave pubescens Regel & Ortgies
207. Agave × pumila De Smet ex Baker
208. Agave quilae (Art.Castro & Aarón Rodr.) Thiede & Govaerts
209. Agave revoluta Klotzsch
210. Agave rhodacantha Trel.
211. Agave rosei Thiede & Eggli
212. Agave rovelliana Tod.
213. Agave rutteniae Hummelinck
214. Agave rzedowskiana P.Carrillo, Vega & R.Delgad.
215. Agave salmiana Otto ex Salm-Dyck
216. Agave scabra Ortega
217. Agave scaposa Gentry
218. Agave schidigera Lem.
219. Agave schneideriana A.Berger
220. Agave schottii Engelm.
221. Agave sebastiana Greene
222. Agave seemanniana Jacobi
223. Agave shaferi Trel.
224. Agave shawii Engelm.
225. Agave shrevei Gentry
226. Agave sileri (Verh.-Will.) Thiede & Eggli
227. Agave singuliflora (S.Watson) A.Berger
228. Agave sisalana Perrine
229. Agave sobolifera Houtt.
230. Agave sobria Brandegee
231. Agave spicata Cav.
232. Agave stictata Thiede & Eggli
233. Agave striata Zucc.
234. Agave stricta Salm-Dyck
235. Agave stringens Trel.
236. Agave subsimplex Trel.
237. Agave tecta Trel.
238. Agave temacapulinensis A.Vázquez & Cházaro
239. Agave tenuifolia Zamudio & E.Sánchez
240. Agave tequilana F.A.C.Weber
241. Agave thomasiae Trel.
242. Agave titanota Gentry
243. Agave toumeyana Trel.
244. Agave triangularis Jacobi
245. Agave tubulata Trel.
246. Agave turneri R.H.Webb & Salazar-Ceseña
247. Agave umbrophila (García-Mend.) Thiede
248. Agave underwoodii Trel.
249. Agave undulata Klotzsch
250. Agave univittata Haw.
251. Agave utahensis Engelm.
252. Agave valenciana Cházaro & A.Vázquez
253. Agave variegata Jacobi
254. Agave vazquezgarciae Cházaro & J.A.Lomelí
255. Agave vera-cruz Mill.
256. Agave verdensis W.C.Hodgs. & Salywon
257. Agave verhoekiae (García-Mend.) Thiede
258. Agave vicina Trel.
259. Agave victoriae-reginae T.Moore
260. Agave vilmoriniana A.Berger
261. Agave virginica L.
262. Agave vivipara L.
263. Agave vizcainoensis Gentry
264. Agave wallisii Jacobi
265. Agave warelliana De Smet ex T.Moore & Mast.
266. Agave weberi J.F.Cels ex J.Poiss.
267. Agave wercklei F.A.C.Weber ex Wercklé
268. Agave wildingii Tod.
269. Agave wocomahi Gentry
270. Agave xylonacantha Salm-Dyck
271. Agave yavapaiensis W.C.Hodgs. & Salywon
272. Agave zapopanensis (E.Solano & Ríos-Gómez) Thiede
273. Agave zebra Gentry